# Fortis (Unternehmen)
Die belgisch-niederländische Fortis-Gruppe mit Hauptsitzen in Brüssel (Belgien) und Utrecht (Niederlande) war ein internationaler Verbund von Finanzdienstleistern, die im Bank- und Versicherungswesen tätig waren. Fortis war die größte Bank in Belgien und die zweitgrößte Bank in den Niederlanden.
Die Bank gehörte bis Oktober 2008 mit einem damaligen Börsenwert von rund 42 Milliarden Euro und mehr als 85.000 Mitarbeitern zu den zwanzig größten europäischen Finanzinstituten. Im Zuge der Finanzmarktkrise wurde Fortis teilweise verstaatlicht und in einen niederländischen sowie belgischen und luxemburgischen Teil aufgeteilt.

## Entwicklung

### Gründung der Holding
Entstanden ist das Unternehmen unter dem heutigen Namen im Jahr 1990 aus der Fusion zweier niederländischer Unternehmen: der Versicherungsgesellschaft N.V. AMEV und der VSB Bank. Noch im selben Jahr kam der bedeutende belgische Versicherungskonzern AG Group hinzu. Dies war die erste grenzüberschreitende Fusion von Finanzhäusern in Europa. Die Fortis-Gruppe gehört zu den 10 größten Versicherungsunternehmen in Europa.
Die Fortis Holding besteht aus folgenden beiden Muttergesellschaften:
- Fortis SA/NV – Belgien
- Fortis NV – Niederlande

Am 9. März 2010 teilte die Gesellschaft mit, sich fortan Ageas zu nennen.

### Erwerbungen seit 1991
- 1991: Interlloyd (niederländische Versicherungsgesellschaft)
- 1993: Algemene Spaar- en Lijfrentekas (ASLK/CGER)
- 1995: SNCI-NMKN (belgische Bank)
- 1997: MeesPierson (niederländische Bank) und mehrere Versicherungsgesellschaften
- 1998: Generale Bank (belgische Bank) sowie John Alden Financial Corporation und Pierce National Life Insurance Company (US-Versicherungsgesellschaften)
- 1999: American Bankers Insurance Group, Inc. und Northern Star (Versicherungsgesellschaften)
- 2000: Banque Générale du Luxembourg, Beta Capital und Belgolaise (Banken) sowie American Memorial Life Insurance Company (US-Versicherungsgesellschaft)
- 2001: CORE, Inc.
- 2002: Intertrust
- 2005: Disbank,[6] Dryden Wealth Management und Von Essen GmbH & Co. KG Bankgesellschaft (Banken) sowie Outright (Versicherungsgesellschaft), Affinity Solutions, Atradius Factoring[7] und O’Connor & Co.
- 2006: Gutingia Lebensversicherung AG (Versicherungsgesellschaft),[8] Dreieck Industrie Leasing,[9] Innotrade Leasing, Takleasing und Global (Leasing-Gesellschaften) sowie Cinergy Marketing & Trading, William Properties, 4 Faktor Sp.zo.o und Dominet
- 2007: ABN AMRO (gemeinsam mit der Royal Bank of Scotland und der Banco Santander)[10][11][12]

### Übernahmen
Fortis hat am 11. April 2005 83 Prozent an der siebtgrößten türkischen Privatbank Disbank von der Doğan Holding erworben. Am 4. Oktober 2005 erwarb Fortis von dem Unternehmen Prudential Financial das Unternehmen Dryden Wealth Management. 2007 beteiligte sich Fortis an der bis dahin größten Bankenübernahme der Welt: Für 71,8 Milliarden Euro erwarb der Konzern gemeinsam mit der Royal Bank of Scotland und der spanischen Santander Bank (BSCH) die niederländische Großbank ABN AMRO.

### Aktivitäten in Deutschland
Über die 1998/99 übernommene belgische Generale Bank mit Geschäftssitz in Köln ist Fortis seit 1920 in Deutschland aktiv. Die luxemburgische Tochtergesellschaft BGL eröffnete 2002 Geschäftskunden-Büros in Trier und Saarbrücken.
Fortis ist seit November 2006 mit der Fortis Deutschland Lebensversicherung AG auch auf dem deutschen Versicherungsmarkt tätig. Diese Versicherung firmiert nunmehr unter "myLife Lebensversicherung AG".
Nach Übernahme der Von Essen GmbH & Co. KG Bankgesellschaft wurde seit Juni 2006 das Konzept von „Credit-Shops“ unter der Marke Credit4me umgesetzt. Zum 1. Mai 2008 wurde die Fortis Credit4me GmbH in Fortis Finanz GmbH umbenannt; die Produktpalette wurde über reine Finanzierungen hinaus erweitert. Am 14. Januar 2009 teilte das Unternehmen mit, dass der Vertriebskanal „Fortis Finanz“ mit sofortiger Wirkung eingestellt wird und die rund 90 Shops geschlossen werden. Von dieser Maßnahme sind etwa 340 Mitarbeiter betroffen.
Die übrigen Fortis-Betriebsanteile (Fortis Bank, Fortis Investments und Von Essen Bank) wurden vorläufig vom belgischen Staat übernommen und einstweilen weiter betrieben.

## Aufspaltung

### Finanzkrise
2007 beteiligte sich die Fortis-Gruppe an der weltweit größten Bankenübernahme (ABN AMRO), gemessen am Kaufpreis (71 Milliarden EURO), die im Oktober 2007 erfolgte. Durch die Subprime-Krise bekam Fortis Schwierigkeiten, ihren Anteil von 24 Mrd. EUR für die ABN AMRO Benelux-Aktivitäten zu finanzieren. Nachdem auf dem mittlerweile stark defensiven Finanzmarkt die für die Übernahme eingeplanten Gelder nur durch Vermögensverkäufe zu akquirieren waren, erfolgte am 11. Juli 2008 der Rücktritt des Fortis-CEO Jean Votron. Der Börsenwert von Fortis hatte sich bis dahin gegenüber dem Stand vor der Übernahme gedrittelt und lag unter dem Preis, der für die übernommenen Aktivitäten der ABN AMRO gezahlt wurde. Am 23. September 2008 sagte Nachfolger Herman Verwilst, dass Fortis noch nicht konkursgefährdet sei. Nachdem der Aktienkurs steil abstürzte, trat Konzernchef Verwilst am 26. September 2008 zurück. Sein Nachfolger ist Filip Dierckx.
Am 28. September 2008 wurde bekannt, dass die Regierungen von Belgien, Luxemburg und den Niederlanden für 11 Milliarden Euro große Teile des Konzerns infolge der Finanzkrise ab 2007 übernehmen.
Ende März 2009 wurde bekannt, dass die Fortis Gruppe im Geschäftsjahr 2008 einen Verlust von ca. 22 Milliarden Euro gemacht habe.

### Aufspaltung
Am 4. Oktober 2008 wurde der niederländische Teil der Fortis-Gruppe (ABN AMRO, Fortis Bank Nederland Holding NV, ASR Nederland) durch die Niederlande für 16,8 Milliarden Euro zu 100 Prozent übernommen. Die Versicherung firmiert als ASR Nederland und der Bankenbereich gehört zur Fortis Bank Nederland (Holding) N.V..
Faktisch wurde somit die Fortis-Gruppe geografisch entlang der belgisch-niederländischen Staatsgrenze in zwei Unternehmen aufgespalten. Dies sei nötig gewesen, da der niederländische Teil im Gegensatz zum belgischen Teil der Bank stark von Guthabenabgängen betroffen war.
Nachdem der Luxemburger Staat eine Beteiligung von 49,9 Prozent an der Fortis Banque Luxembourg übernommen hatte, firmiert die Bankensparte ab 22. Dezember 2008 unter BGL. Die Versicherungssparte firmiert als Fortis Assurance Luxembourg, die aber zur Ageas Insurance International der Ageas Holding gehört.
Nachdem in der Nacht zum 6. März 2009 zwischen Belgien und BNP Paribas ein neuer Plan zur Zerschlagung der Fortis-Holding beschlossen worden ist, hat sich auch Luxemburg mit BNP Paribas auf einen Einstieg bei der BGL S.A. geeinigt. Der luxemburgische Staat will vorerst 34 % der Kapitalanteile behalten. Nach dem Abschluss unterschiedlicher Transaktionen in Frankreich, Belgien und Luxemburg ist nach Beschlüssen auf der Verwaltungsratssitzung vom 13. Mai 2009 die BNP Paribas Gruppe Mehrheitsaktionär von BGL geworden. Sie kontrolliert nunmehr – unmittelbar und mittelbar über Fortis Bank – 65,96 % des Kapitals der Bank. Der Luxemburger Staat verfügt weiterhin über eine Beteiligung von 34 %.

### Belgien
Die französische Bank BNP Paribas kündigte bereits am 6. Oktober 2008 an, die belgische Bankensparte der Fortis Bank Belgium SA übernehmen zu wollen. Die Fortis Bank Belgium wurde nach Übernahme durch die französische Großbank BNP Paribas am 12. Mai 2009 umbenannt in BNP Paribas Fortis.

### Weitere Fortis-Unternehmen
Die Fortis Holding führt keine Bankgeschäfte mehr aus. Ende 2008 hatte sie festverzinsliche Wertpapiere von 43,6 Mrd. Euro ausgegeben.
Daneben gibt es die Fortis Bank Nederland und die Versicherungsgesellschaften ASR Nederland und Amlin Corporate Insurance (ehemals Fortis Corporate Insurance) in den Niederlanden.
Aus den nicht fortgeführten Bankaktivitäten ergaben sich im Jahre 2008 Verluste von 29,4 Milliarden Euro. Davon sollen 20,8 Milliarden Euro auf die Fortis Bank Belgium entfallen. Der Umsatz der Fortis Gruppe ist von 120 Milliarden Euro im Jahre 2007 auf 14,6 Milliarden Euro im Jahre 2008 eingebrochen. Die belgische Regierung ist zu einem Risikoschirm für die riskanten Wertpapiere der Fortis nur bereit, wenn eine Übernahme der Fortis Bank Belgium nicht von den Aktionären gestoppt wird.

## Sponsoring
Das Unternehmen war bei zahlreichen Vereinen als Sponsor aktiv, u. a. bei Feyenoord Rotterdam, wo die Bank zur Spielzeit 2004/05 erstmals als Hauptsponsor in Erscheinung trat. Das Unternehmen war zu dieser Zeit bereits Sponsor von Vereinen wie RSC Anderlecht, Spirou BC Charleroi oder Noliko Maaseik.